# Роналд Лаудер
Роналд Лаудер (на английски: Ronald Steven Lauder) е американски милиардер-предприемач от еврейски произход. Втори син в семейството на Джоузеф Лаудер и Есте Лаудер (основателка на козметичната и парфюрмерийна компания Estée Lauder Companies). Състоянието му се оценява на $3 000 000 000.
Роналд Лаудер е президент на Музея Соломон Гугенхайм в Ню Йорк и президент на Световния еврейски конгрес. Симпатизант и спомоществувател на Републиканската партия.
През февруари 2010 г. медийната компания Central European Media Enterprises (СМЕ), чийто съосновател е Роналд Лаудер, купува националната българска телевизия bTV от News Corporation (Нюз Корпорейшън) на Рупърт Мърдок за $400 000 000 (100% от собствеността на телевизията), както и 74% от радиокомпания C. J., оперираща в България (N-Joy, Z-Rock, Melody, Jazz FM, Classic FM).